# Christian Cavendish
Pour les articles homonymes, voir Christian Bruce, Bruce et Cavendish.
Christian Cavendish (mort en 1675) est une propriétaire terrienne et royaliste anglo-écossaise influente.
En 1625, Robert Heath amène un cas à la Court of Exchequer (en) pour les mineurs de High Peak de qui Francis Leke (en) réclame une dîme. Celle-ci est par la suite transférée à Christian Cavendish.

## Famille
Elle est la fille d'Edward Bruce (en) et Magdalene Clerk. 
Elle épouse William Cavendish, 2e comte de Devonshire. Ils ont trois enfants :
- Anne Cavendish (c. 1611–?), qui épouse Robert Rich (3e comte de Warwick)
- William Cavendish (3e comte de Devonshire) (1617–1684)
- Charles Cavendish (1620–1643)